# Curia (Versammlungsort)

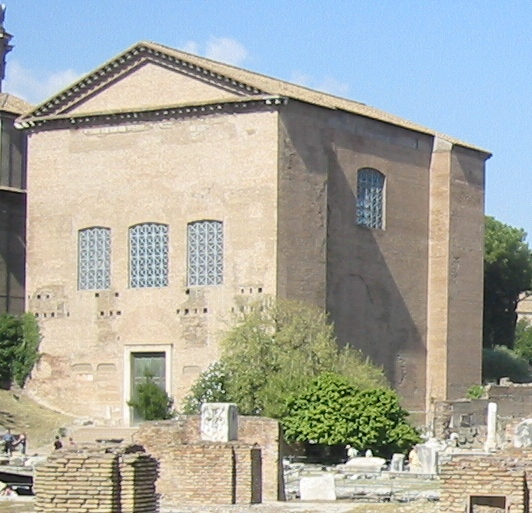
Die Curia Iulia auf dem Forum Romanum

Curia (lateinisch) war ursprünglich die Bezeichnung für die Geschlechterverbände Roms und für die Einteilung der stimmberechtigten Bürgerschaft in römischen Städten. Davon abgeleitet bezog sich der Begriff der Curia auch auf den zentralen Versammlungsort der Verbände, in der Folge auf eine Anzahl von Gebäuden teils sakralen, teils profanen Charakters.
Die bekanntesten Curiae waren die Curia Hostilia und ihr Nachfolgebau, die Curia Iulia, die Versammlungsgebäude des römischen Senats auf dem Forum Romanum in Rom selbst.  Weitere Curiae in Rom bestanden auf dem Kapitol und im Komplex des Pompeiustheaters, bekannt als Ort der Ermordung Caesars.